# Yumiko (振付師)
Yumiko（ユミコ）は、日本の女性ダンサー、振付師。でんぱ組.inc、妄想キャリブレーション、ゆず等の振付を担当。秋葉原ディアステージのスタッフ。MTP名義でも活動。

## 概略
東京都出身、在住。幼少からクラシックバレエと器械体操を学び、舞踊留学でフランスに渡った後、2008年にフランスから日本の動画共有サイトへ作品の投稿を開始。これをきっかけにネットアイドルグループの振付師を務めるようになる。2010年に帰国、3DCGソフトウェア「MikuMikuDance」のモーションデザイナーを務める。
2014年から、パチンコ「海物語」が15周年を記念して開始させたデジタルアイドルの開発プロジェクト「アイマリンプロジェクト〜iMarine Project〜」に振付師として参加し、2015年4月25日にミュージック・ビデオが公開された。

## 出演

### ミュージック・ビデオ
- でんぱ組.inc 「ノットボッチ…夏」[6]

## 振付作品

### 振付演出
- でんぱ組.inc（2011年〜2016年）
  - 全シングル／アルバム／舞台演出
- しょこたん❤でんぱ組
  - 「PUNCH LINE!」テレビアニメ『パンチライン』OP
- ポケムヒもったでんぱ組.incと、ハローキティ
- シナモン meets でんぱ組.inc サンリオピューロランド!
- テレビ朝日系「musicるTV」企画≪愛踊祭≫*
  - 2015お手本動画『とんちんかんちん一休さん』
  - 2016お手本動画『すきすきソング』
- 上坂すみれ（2013年〜2016年）
  - 全シングル／アルバム
- Ray（2012年〜2015年）
  - 全シングル／アルバム
- 妄想キャリブレーション（2013年〜2016年）
  - 全シングル／アルバム
- ENGAG.ING(2018年- )[7]
- NHK紅白歌合戦2014
  - 氷川きよし「ちょいときまぐれ渡り鳥」
  - 水森かおり「島根恋旅」
- ゆず
  - LAWSON presents YUZU ARENA TOUR 2014「GO LAND」
  - LAWSON presents YUZU ARENA TOUR 2014「新世界」
  - LAWSON presents YUZU ARENA TOUR 2015-2016「TOWA-episode zero-」

### 振付
- GEMS COMPANY
  - オンリー・マイ・フレンド[8]
  - しゃかりきマイライフ！[9]
  - メッセージ[10]
  - DESIGNED LOVE[11]
  - 形而境界のモノローグ[12]
  - JAM GEM JUMP!!![13]
- フィロソフィーのダンス
  - 「ライブ・ライフ」[14]
- PUFFY
  - 「パフィピポ山」 SINGLE　2015/11/18
- 日テレTVアニメ 2016年1月〜3月放送 「ナースウィッチ小麦ちゃんR」
  - 吉田 小麦／西園寺 ここな／如月 ツカサ／リリア キャラクタソング本編アニメーション用振付
  - 全挿入歌 本編アニメーション用振付
  - OP「Ready Go!!」まじかる☆あ〜る 声優ユニットライブパフォーマンス用振付
- ドラゴンクエスト30周年企画
  - 次世代マーニャを探せ！ 「モンバーバラの踊り子」オーディション審査用振付
  - 2016/07/24 ライブパフォーマンス（渋谷ヒカリエ）
- galaxias! （柴咲コウ／DECO*27／TeddyLoid）
  - 「galaxias!」 SINGLE　2011/11/23
- TVアニメ 2014年〜2015年放送 「ご注文はうさぎですか？」
  - オープニングテーマ「Daydream café」振付
  - Petit Rabbit's（佐倉綾音、水瀬いのり、種田梨沙、佐藤聡美、内田真礼）

### 振付・モーションアクター
- アイマリンプロジェクト
  - 三洋物産「海物語」Webプロモーション企画
    - 第一弾「Marine Dreamin'」
    - 第二弾「Marine Bloomin'」
    - 第三弾「Dive to Blue」
- 冨田勲×初音ミク「イーハトーヴ交響曲」
  - 作曲家・冨田勲が宮沢賢治の世界を描いた最新作「イーハトーヴ交響曲」2013
- LadyGaga World Tour 2014
  - 「ArtRave: The ARTPOP Ball」オープニングアクト×初音ミク
- BUMP OF CHICKEN feat. HATSUNE MIKU「ray」

### 振付・MMDモーション制作
- 日本テレビ「アイキャラ」（2016年1月〜放送中）
  - 番組オリジナルキャラクター「小林咲彩」PVアニメーション
- 学校法人モード学園 「専門学校 HAL（東京・大阪・名古屋）」
  - HAL×supercell「Yeah Oh Ahhh Oh! 」 Web・TV CM用アニメーション
- Yupiteruポータブルカーナビゲーション「霧島レイ」 
  - オリジナルソング「Wish upon a Star」MVアニメーション
- ジョージア×初音ミク デジ×リアキャンペーン
  - 専用アプリをDLしてARでライブパフォーマンスを楽しむ企画